# つがる警察署
つがる警察署（つがるけいさつしょ）は、青森県警察が管轄する警察署の一つ。

## 所在地
- 青森県つがる市木造赤根1番地4

## 管轄区域
- つがる市

## 沿革

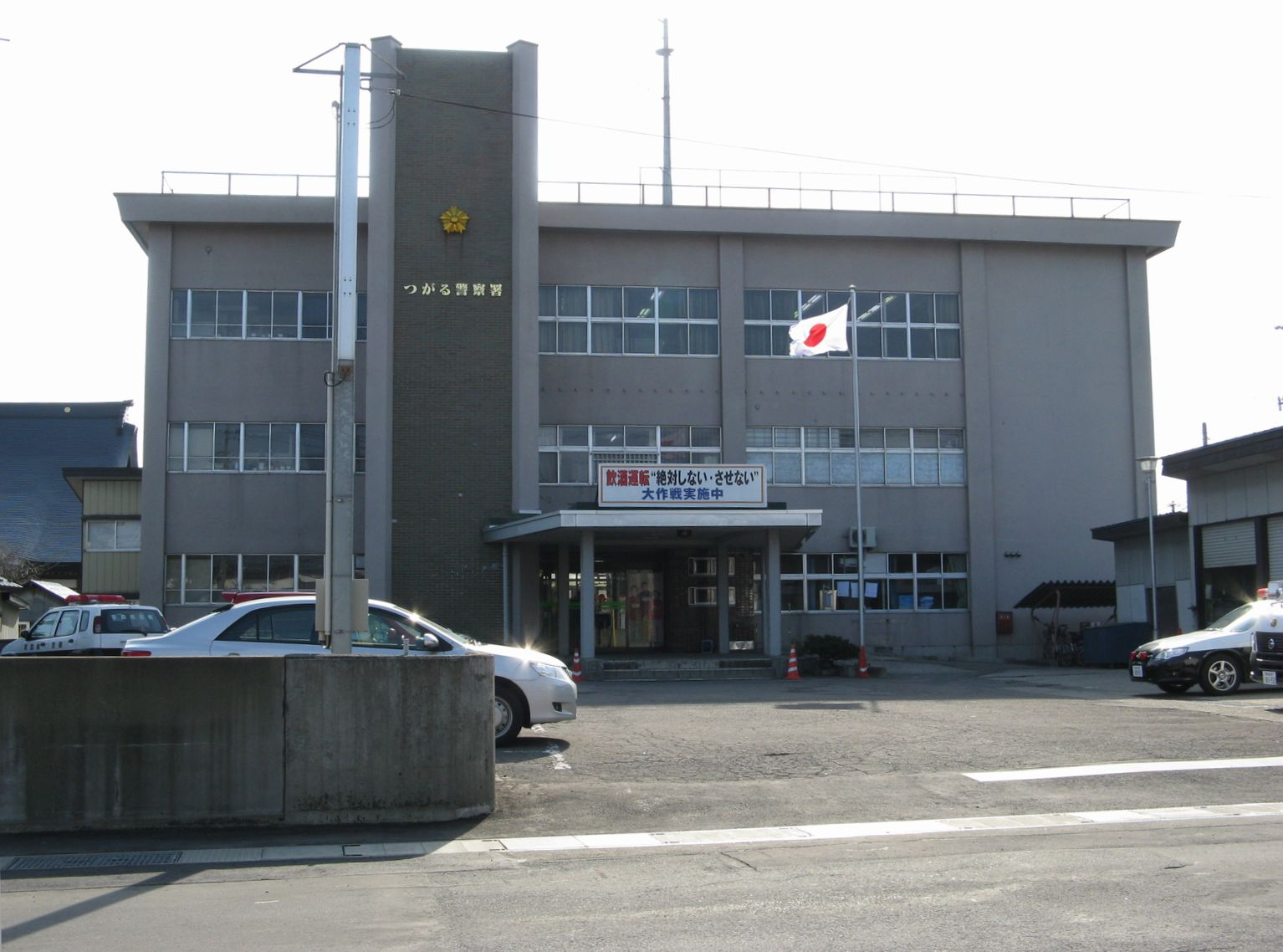
木造警察署時代から2019年まで使用された旧庁舎

- 1876年（明治9年）2月14日 - 第4大区（鰺ヶ沢）警察出張所木造屯所として開設。
- 1877年（明治10年）2月13日 - 第4大区（鰺ヶ沢）、第5大区（五所川原）警察出張所を合併して木造警察署と改称し、現在の五所川原、金木、鰺ヶ沢、板柳警察署管内も管轄。
- 1880年（明治13年）6月7日 - 木造警察署と五所川原警察署に分割。
- 1883年（明治16年）8月13日 - 木造警察署が廃止されて鰺ヶ沢警察署木造分署と改称。木造・柏・水元・森田・柴田・川除・稲垣・出精の各村を管轄区域とした。
- 1902年（明治35年）4月1日 - 鯵ヶ沢警察署管内の館岡・車力・十三村を木造分署の管轄に編入。
- 1926年（大正15年）7月1日 - 制度改正により木造警察署となる。
- 1948年（昭和23年）3月7日 - 警察法が施行され、国家地方警察と自治体警察が発足して木造警察署は廃止。代わりに、国家地方警察西津軽地区警察署木造警部補派出所と自治体警察木造町警察署が設置。
- 1951年（昭和26年）10月1日 - 警察法の一部改正により、木造町警察署と木造警部補派出所が廃止され、木造地区警察署と改称。
- 1952年（昭和27年）2月21日 - この日から23日にかけて、外国人暴徒に襲撃される（木造地区警察署襲撃事件）。
- 1954年（昭和29年）7月1日 - 現行警察法施行により、都道府県警察が発足し青森県木造警察署と改称。
- 1971年（昭和46年）3月29日 - 木造町字千代町18番地1に庁舎移転。
- 2005年（平成17年）2月11日 - 町村合併に伴い、青森県木造警察署から青森県つがる警察署へ改称。
- 2019年（平成31年）3月25日 - 現在地に庁舎移転。

## 組織
- 警務会計課
  - 警務係
  - 広聴・相談係
  - 犯罪被害者支援係
  - 会計係
- 刑事生活安全課
  - 生活安全係
  - 刑事係
- 地域課
  - 地域係
  - 自動車警ら係
- 交通課
  - 交通係
- 警備課
  - 警備係

## 交番
- 所在地交番（つがる警察署内）

## 駐在所
括弧内は所在地を表す。
- 稲垣警察官駐在所（つがる市稲垣町豊川字初瀬65番地）
- 柏警察官駐在所（つがる市柏上古川字幾山231番地4）
- 川除警察官駐在所（つがる市木造豊田字千代鶴37番地28）
- 越水警察官駐在所（つがる市木造越水字駒田6番地6）
- 車力警察官駐在所（つがる市豊富町屏風山1番地818）
- 舘岡警察官駐在所（つがる市木造館岡字上稲元176番地136）
- 森田警察官駐在所（つがる市森田町山田字米岡1番地1）

## 周辺
- つがる市消防本部（敷地が隣接）
- 青森県立木造高等学校

## アクセス
- JR東日本五能線木造駅から、徒歩約1340m・約25分。
- 弘南バス「木造高校前」バス停から、徒歩約180m・約3分。